# ريموندز فيجونس
ريموندز فيجونس (باللاتفية: Raimonds Vējonis؛ ولد في 15 يونيو 1966) هو رئيس لاتفيا السابق وشغل المنصب منذ عام 2015 حتى عام 2019.

## عن حياته
يعتبر عضو حزب الخضر، وهي جزء من اتحاد الخضر والمزارعين. شغل منصب وزير حماية البيئة والتنمية الإقليمية في عام 2002 و عام 2011 أما بين عامي 2003 - 2011 كان في منصب وزير البيئة عندما كانت وزارة التنمية الإقليمية إدارة مستقلة. أصبح وزيرا للدفاع في عام 2014، واستمر في هذا المنصب حتى أصبح رئيس للبلاد في عام 2015.

## مقالات متعلقة
- أرتورز كريغانيس كارينش
- إيغارس كالفيتيس
- إيفارس غودمانيس

## روابط خارجية
- ريموندز فيجونس على موقع مونزينجر (الألمانية)